# Пйотр Троховскі
Пйотр Троховскі (нім. Piotr Trochowski, нар. 22 березня 1984, Тчев) — німецький футболіст польського походження, півзахисник «Аугсбурга».
Виступав за німецькі «Баварію», «Гамбург» і «Аугсбург» та іспанську «Севілью», а також національну збірну Німеччини, разом з якою став срібним призером чемпіонату Європи та бронзовим призером чемпіонату світу.

## Клубна кар'єра
Народився 22 березня 1984 року в польському місті Тчев. Вихованець юнацьких команд німецьких футбольних клубів «Білльштедт Горн», «Конкордія» (Гамбург), «Санкт-Паулі» та «Баварія».

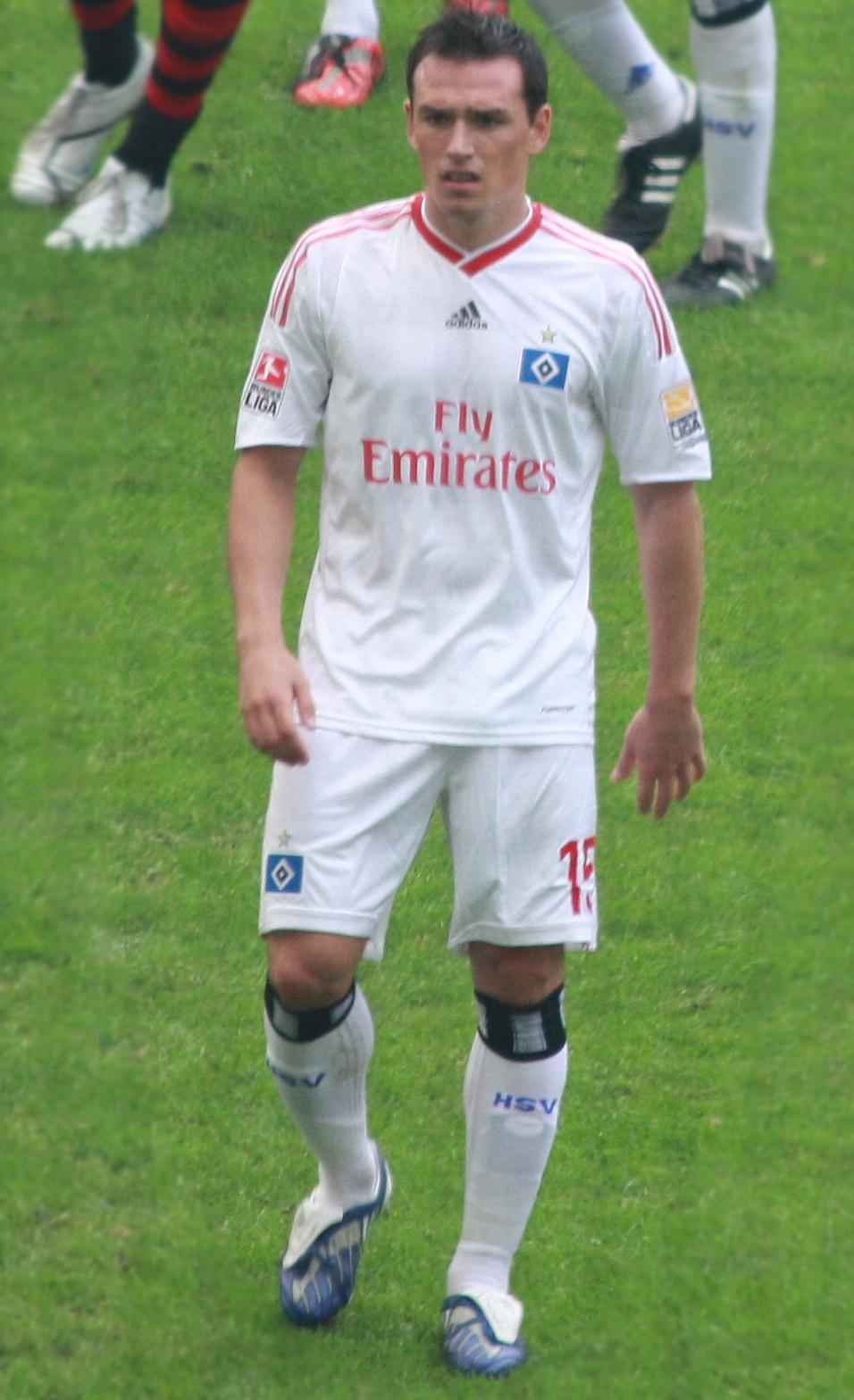
Пйотр Троховскі під час виступів за «Гамбург». 20 вересня 2009 року.

У дорослому футболі дебютував 2001 року виступами за другу команду клубу «Баварія», в якій провів три сезони, взявши участь у 38 матчах чемпіонату.
Своєю грою за команду дублерів привернув увагу представників тренерського штабу основної команди «Баварії», до складу якої почав залучатися 2002 року. Відіграв за мюнхенський клуб наступні три сезони своєї ігрової кар'єри. За цей час виборов титул чемпіона Німеччини, а також став володарем Кубка Німеччини та Кубка німецької ліги.
На початку 2005 року уклав контракт з клубом «Гамбург», у складі якого провів наступні шість років своєї кар'єри гравця. Більшість часу, проведеного у складі «Гамбурга», був основним гравцем команди.
До складу іспанського клубу «Севілья» приєднався влітку 2011 року на правах вільного агента. Спочатку був основним півзахисником іспанської команди, проте згодом втратив місце в основному складі. У вересні 2014 року «Севілья» повідомила про припенення дії контракту з гравцем за згодою сторін. Троховскі інформацію клубу спростував, натомість подавши позов до судових інстанцій. В підсумку гравець тривалий час лишався без клубу.
В липні 2015 року Троховскі підписав однорічний контракт з «Аугсбургом». Відтоді встиг відіграти за аугсбурзький клуб 6 матчів в національному чемпіонаті.

## Виступи за збірні
2000 року дебютував у складі юнацької збірної Німеччини, взяв участь у 28 іграх на юнацькому рівні, відзначившись 10 забитими голами.
Протягом 2003—2006 років залучався до складу молодіжної збірної Німеччини. На молодіжному рівні зіграв у 28 офіційних матчах, забив 7 голів.
7 жовтня 2006 року дебютував в офіційних матчах у складі національної збірної Німеччини проти збірної Грузії, поповнивши собою і без того чималу діаспору поляків в німецькій збірній.
У складі збірної був учасником чемпіонату світу 2010 року у ПАР, на якому команда здобула бронзові нагороди, а також чемпіонату Європи 2008 року в Австрії та Швейцарії, де разом з командою здобув «срібло».
До припинення висупів у збірній в 2010 році провів у формі головної команди країни 35 матчів, забивши 2 голи.
| Дата       | Місто              | Господарі   | Результат | Гості                | Турнір                | Голи | Примітки |
| ---------- | ------------------ | ----------- | --------- | -------------------- | --------------------- | ---- | -------- |
| 07/10/2006 | Росток             | Німеччина   | 2 – 0     | Грузія               | товариський матч      | -    |          |
| 11/10/2006 | Братислава         | Словаччина  | 1 – 4     | Німеччина            | Відбір до ЧЄ 2008     | -    |          |
| 28/03/2007 | Дуйсбург           | Німеччина   | 0 – 1     | Данія                | товариський матч      | -    |          |
| 06/06/2007 | Гамбург            | Німеччина   | 2 – 1     | Словаччина           | Відбір до ЧЄ 2008     | -    |          |
| 22/08/2007 | Лондон             | Англія      | 1 – 2     | Німеччина            | товариський матч      | -    |          |
| 08/09/2007 | Кардіфф            | Уельс       | 0 – 2     | Німеччина            | Відбір до ЧЄ 2008     | -    |          |
| 12/09/2007 | Кельн              | Німеччина   | 3 – 1     | Румунія              | товариський матч      | -    |          |
| 13/10/2007 | Дублін             | Ірландія    | 0 – 0     | Німеччина            | Відбір до ЧЄ 2008     | -    |          |
| 17/10/2007 | Мюнхен             | Німеччина   | 0 – 3     | Чехія                | Відбір до ЧЄ 2008     | -    |          |
| 17/11/2007 | Ганновер           | Німеччина   | 4 – 0     | Кіпр                 | Відбір до ЧЄ 2008     | -    |          |
| 26/03/2008 | Базель             | Швейцарія   | 0 – 4     | Німеччина            | товариський матч      | -    |          |
| 27/05/2008 | Кайзерслаутерн     | Німеччина   | 2 – 2     | Білорусь             | товариський матч      | -    |          |
| 20/08/2008 | Нюрнберг           | Німеччина   | 2 – 0     | Бельгія              | товариський матч      | -    |          |
| 06/09/2008 | Вадуц              | Ліхтенштейн | 0 – 6     | Німеччина            | Відбір до ЧС 2010     | -    |          |
| 10/09/2008 | Гельсінкі          | Фінляндія   | 3 – 3     | Німеччина            | Відбір до ЧС 2010     | -    |          |
| 11/10/2008 | Дортмунд           | Німеччина   | 2 – 1     | Росія                | Відбір до ЧС 2010     | -    |          |
| 15/10/2008 | Менхенгладбах      | Німеччина   | 1 – 0     | Уельс                | Відбір до ЧС 2010     | 1    |          |
| 19/11/2008 | Берлін             | Німеччина   | 1 – 2     | Англія               | товариський матч      | -    |          |
| 11/02/2009 | Дюссельдорф        | Німеччина   | 0 – 1     | Норвегія             | товариський матч      | -    |          |
| 01/04/2009 | Кардіфф            | Уельс       | 0 – 2     | Німеччина            | Відбір до ЧС 2010     | -    |          |
| 29/05/2009 | Шанхай             | КНР         | 1 – 1     | Німеччина            | товариський матч      | -    |          |
| 02/06/2009 | Дубай              | ОАЕ         | 2 – 7     | Німеччина            | товариський матч      | 1    |          |
| 12/08/2009 | Баку               | Азербайджан | 0 – 2     | Німеччина            | Відбір до ЧС 2010     | -    |          |
| 05/09/2009 | Леверкузен         | Німеччина   | 2 – 0     | ПАР                  | товариський матч      | -    |          |
| 09/09/2009 | Ганновер           | Німеччина   | 4 – 0     | Азербайджан          | Відбір до ЧС 2010     | -    |          |
| 10/10/2009 | Москва             | Росія       | 0 – 1     | Німеччина            | Відбір до ЧС 2010     | -    |          |
| 14/10/2009 | Гамбург            | Німеччина   | 1 – 1     | Фінляндія            | Відбір до ЧС 2010     | -    |          |
| 18/11/2010 | Гельзенкірхен      | Німеччина   | 2 – 2     | Кот-д'Івуар          | товариський матч      | -    |          |
| 13/05/2010 | Аахен              | Німеччина   | 3 – 0     | Мальта               | товариський матч      | -    |          |
| 29/05/2010 | Будапешт           | Угорщина    | 0 – 3     | Німеччина            | товариський матч      | -    |          |
| 03/06/2010 | Франкфурт-на-Майні | Німеччина   | 3 – 1     | Боснія і Герцеговина | товариський матч      | -    |          |
| 23/06/2010 | Йоганнесбург       | Гана        | 0 – 1     | Німеччина            | ЧС 2010 - перший етап | -    |          |
| 27/06/2010 | Блумфонтейн        | Німеччина   | 4 – 1     | Англія               | ЧС 2010 - 1/8 фіналу  | -    |          |
| 03/07/2010 | Кейптаун           | Аргентина   | 0 – 4     | Німеччина            | ЧС 2010 - чвертьфінал | -    |          |
| 07/07/2010 | Дурбан             | Німеччина   | 0 – 1     | Іспанія              | ЧС 2010 - півфінал    | -    |          |
| Усього     |                    | Матчів      | 35        |                      | Голів                 | 2    |          |

## Статистика виступів

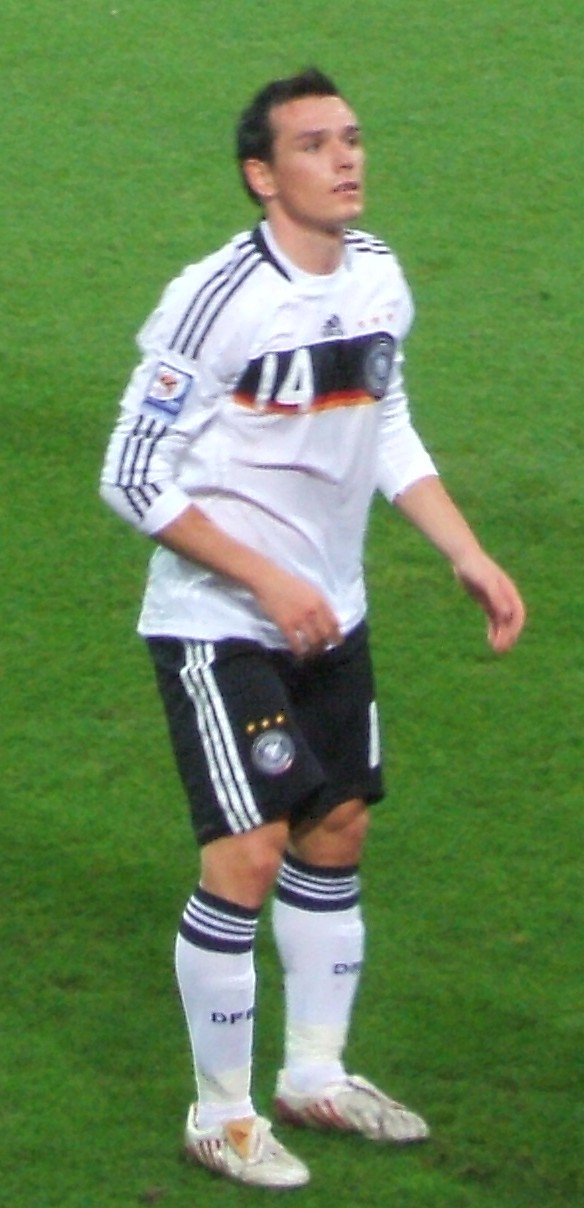
Пйотр Троховскі у складі збірної Німеччини. 11 жовтня 2008 року.

## Титули і досягнення
- Чемпіон Німеччини (1):

«Баварія»: 2003
- Володар Кубка Німеччини (1):

«Баварія»: 2003
- Володар Кубка німецької ліги (1):

«Баварія»: 2004
- Володар Кубка Інтертото (2):

«Гамбург»: 2005, 2007
- Переможець Ліги Європи УЄФА (1):

«Севілья»: 2014
- Віце-чемпіон Європи: 2008
- Бронзовий призер чемпіонату світу: 2010